# Churipitzeo
Churipitzeo es un suburbio de la ciudad mexicana de Pénjamo, Guanajuato. Es conocido gracias a una canción de fama internacional y a su tradicional ojo de agua donde se localiza un pequeño balneario natural en donde el centro se adorna con el símbolo de la ciudad de Pénjamo, un colosal, robusto y antiguo árbol sabino o ahuehuete.
La población se encuentra en continuo aumento debido a que cercas del suburbio se localiza la Universidad UNIDEG, el bachillerato bivalente CECyTEG y el complejo del instituto educativo privado Colegio Patria; así como la cercanía con la ciudad de Pénjamo.

## Ubicación
El suburbio de Churipitzeo está localizado a los 101° 44′ 22″ de longitud al oeste del meridiano de Greenwich y a los 20° 25' 44" latitud norte. Su altitud es de 1700 metros. A 10 minutos de la zona urbana de la ciudad. Pertenece a la ciudad de Pénjamo, pues forma parte de sus zonas conurbadas.

## Urbanización
En los últimos años se han generado obras públicas de impacto considerable en el aspecto de la localidad y vida de sus colonos; entre ellos, el más significativo ha sido el  Bulevard Pénjamo, con el que se conectó finalmente, de una manera rápida y segura al suburbio y a la ciudad de Pénjamo, acortando tiempos y distancias; así como generando mayor seguridad en su traslado de un lugar al otro.
Creando otro polo de desarrollo turístico para la ciudad, con la participación de la propia comunidad y el gobierno local, se mejoró el aspecto de su zona turística más emblemática; el Ojo de Agua, así como su acceso, estacionamiento, áreas verdes, andadores y luminarias. De igual manera se mejoró el bulevar de acceso sur que comunica directamente a la carretera federal. 
Muchas de sus calles y callejones han sido mejorados con pavimentaciones especiales, conservando el toque de zona rústica y respetando sus áreas verdes endémicas; por lo que llegar de la ciudad al suburbio es posible en la actualidad desde ir caminando, en transporte público o en propio vehículo, sin importar la época del año.

## Características
Es una de las comunidades más importantes del municipio de Pénjamo.
- Habitantes: En el año 2005, la cantidad de habitantes era de aproximadamente 1848.
- Orografía: Forma parte de la extensión de la sierra de Pénjamo.
- Clima: El clima es generalmente templado. La temperatura máxima es de 34 °C (grados Celsius) y, la mínima, de 4.6 °C; la media anual es de 20.2 °C. La precipitación pluvial es de 670 mm anuales.

Existe una canción de Pénjamo que hace referencia a este suburbio.
La canción se llama «Ya vamos llegando a Pénjamo» de autor Rubén Méndez.